# Springhurst (Australie)
Pour la localité du kentucky, voir Springhurst (États-Unis).
Springhurst est un village du sud-est de l'Australie situé tout au nord-est de l'État de Victoria. Il fait partie du bourg de Wangaratta, à 280 km au nord-est de Melbourne. Au recensement de 2016, Springhurst et ses environs avaient une population de 348 habitants. La ville la plus proche est Wangaratta, 16 km au sud-est sur Hume Highway, la principale artère entre Melbourne et Sydney.

## Transports
La gare de Springhurst (en) est située sur la ligne d'Albury (en), qui relie Melbourne à Albury, en Nouvelle-Galles du Sud).

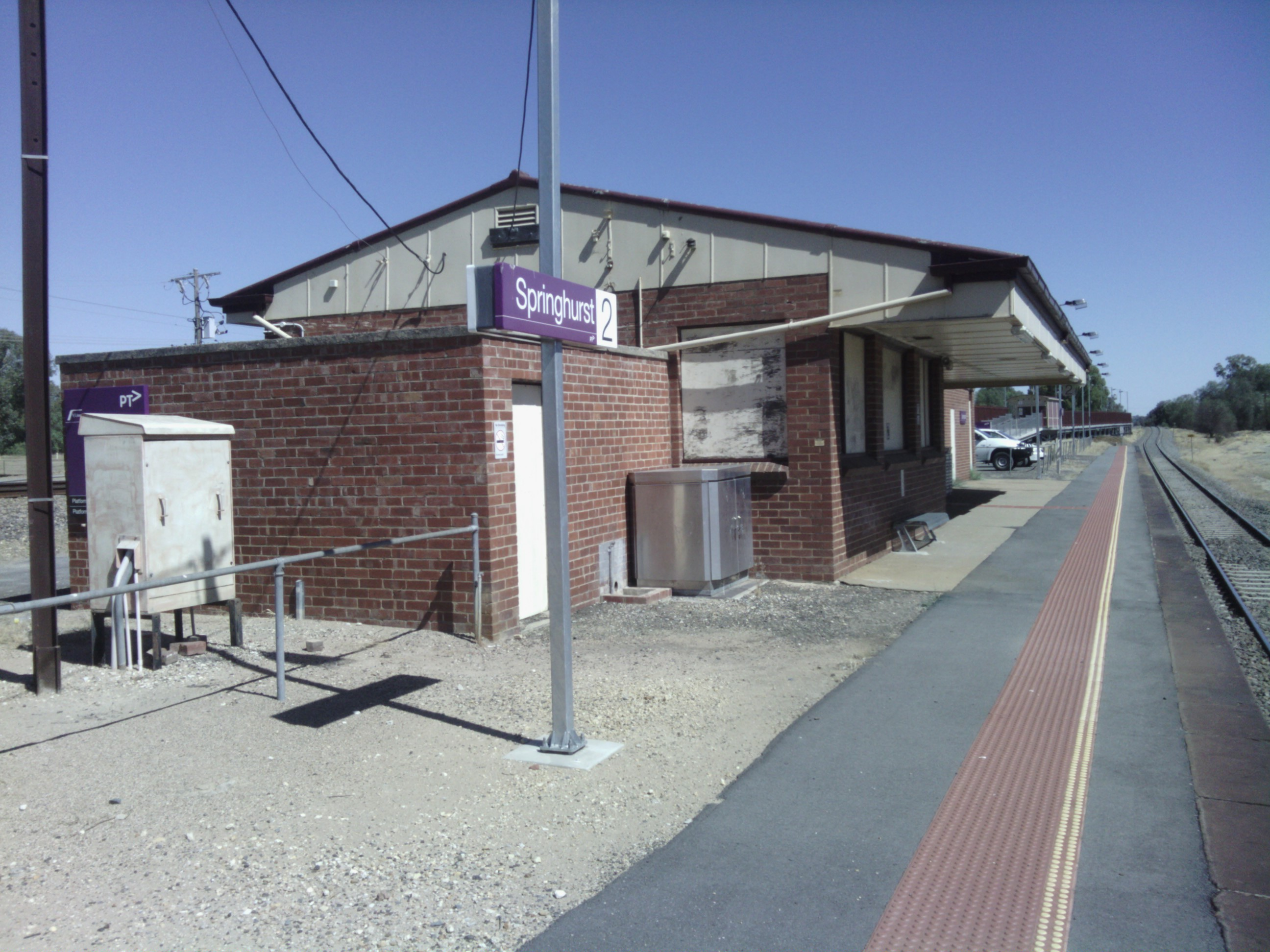
La gare de Springhurst en 2015.

Le village est aussi desservi en semaine par le service d'autocars qui relie Corowa à Wangaratta par Rutherglen.

## Club de football de Springhurst
Il semble que le Springhurst Football Club ait été créé en 1893 et ait disparu après la saison 1956, en même temps que la Chiltern & District Football Association.

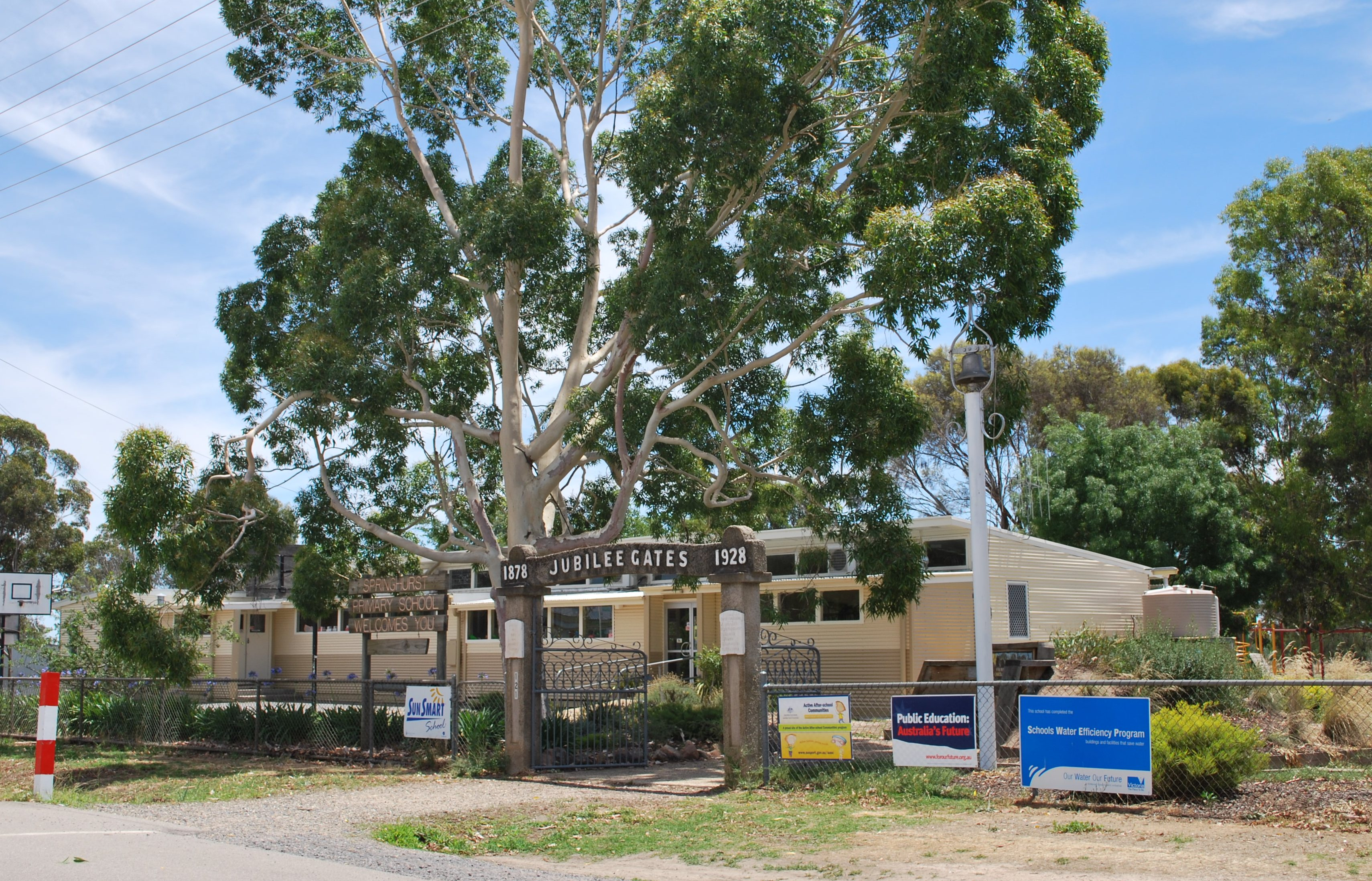
L'école primaire de Springhurst.